# Bertschikon
Bertschikon é uma comuna da Suíça, no Cantão Zurique, com cerca de 952 habitantes. Estende-se por uma área de 9,64 km², de densidade populacional de 99 hab/km². Confina com as seguintes comunas: Elgg, Ellikon an der Thur, Elsau, Frauenfeld (TG), Gachnang (TG), Hagenbuch, Wiesendangen.
A língua oficial nesta comuna é o Alemão.